# Tour du Finistère 2017
Il Tour du Finistère 2017, trentaduesima edizione della corsa e valevole come evento dell'UCI Europe Tour 2017 categoria 1.1, si svolse il 15 aprile 2017 su un percorso di 194,8 km, con partenza da Saint-Évarzec e arrivo a Quimper, in Francia. La vittoria fu appannaggio del francese Julien Loubet, che completò il percorso in 4h48'38", alla media di 40,494 km/h, precedendo i connazionali Julien Simon e Pierre Latour.
Sul traguardo di Quimper 73 ciclisti, su 106 partiti da Saint-Évarzec, portarono a termine la competizione.

## Squadre e corridori partecipanti
| N.    | Cod. | Squadra                |
| ----- | ---- | ---------------------- |
| 1-8   | WGG  | Wanty-Groupe Gobert    |
| 11-18 | ALM  | AG2R La Mondiale       |
| 21-26 | FDJ  | FDJ                    |
| 31-38 | DEN  | Direct Énergie         |
| 41-48 | FVC  | Fortuneo-Vital Concept |
| 51-58 | COF  | Cofidis                |
| 61-68 | AUB  | HP BTP-Auber 93        |

| N.      | Cod. | Squadra                       |
| ------- | ---- | ----------------------------- |
| 71-77   | RLM  | Roubaix-Lille Métropole       |
| 81-88   | DMP  | Delko-Marseille Provence-KTM  |
| 91-98   | ADT  | Armée de Terre                |
| 101-108 | EUS  | Euskadi Basque Country-Murias |
| 111-118 | MZN  | Manzana Postobón Team         |
| 121-128 | TJI  | Joker Icopal                  |
| 131-137 | CIB  | Cibel-Cebon                   |

## Ordine d'arrivo (Top 10)
| Pos. | Corridore         | Squadra      | Tempo    |
| ---- | ----------------- | ------------ | -------- |
| 1    | Julien Loubet     | Armée de Te. | 4h48'38" |
| 2    | Julien Simon      | Cofidis      | a 2"     |
| 3    | Pierre Latour     | AG2R         | s.t.     |
| 4    | Julien Antomarchi | Roubaix      | s.t.     |
| 5    | Frederik Backaert | Wanty        | s.t.     |
| 6    | Romain Hardy      | Fortuneo     | s.t.     |
| 7    | David Gaudu       | FDJ          | a 9"     |
| 8    | Thibault Ferasse  | Armée de Te. | s.t.     |
| 9    | Franck Bonnamour  | Fortuneo     | a 12"    |
| 10   | Jérémy Cornu      | Direct       | a 13"    |